# Брат, которому семь
«Брат, которому семь» — повесть в рассказах Владислава Крапивина, вышедшая в 1963 году в Свердловском книжном издательстве с иллюстрациями Г. Перебатова и ставшая второй книгой писателя. Повесть составляют короткие рассказы-главки, в них действуют одни и те же герои, главный из которых — мальчик по имени Алька, а также его старшая сестра Марина, Васька Лапа и другие.
Книга получила положительные отзывы критиков, отметивших образ семилетнего мечтателя Альки, обладающего романтическим мировосприятием, а также точность и образность языка автора. В повести появляется пара героев малыш — подросток (Алька и Лапа), ставшая в дальнейшем типичной для творчества писателя. Повесть существует в нескольких редакциях (1963, 1966 и 2006 годов). В 1966 году произведение вышло в издательстве «Детская литература», с этого издания двумя годами позже был выполнен польский перевод. На 2009 год повесть включалась в список рекомендованных произведений для внеклассного чтения в 6 классе.

## Создание и публикации
Рассказы писались в 1962―1964 годах, первый вариант повести, включавший девять рассказов, был опубликован в Свердловском книжном издательстве в сентябре 1963 года с иллюстрациями Г. Перебатова, а в 1966 году повесть вышла в издательстве «Детская литература» стотысячным тиражом. В этом издании появился десятый рассказ — «Большое полосатое чудовище». Ещё два рассказа, «Соринка» и «Капли скачут по асфальту (Алькин рассказ)», впервые вошли в книжное издание повести в 2006 году (сборник «Синий краб», выпущенный издательством «Эксмо»). В 1968 году повесть в редакции 1966 года была издана в Польше.
| Издание 1963 года            | Издание 1966 года            | Издание 2006 года                         |
| ---------------------------- | ---------------------------- | ----------------------------------------- |
| Зеленая Грива                | Зеленая Грива                | Зеленая Грива                             |
| Алька ищет друга             | Алька ищет друга             | Алька ищет друга                          |
| Короткое счастье             | Короткое счастье             | Короткое счастье                          |
| Подарок                      | Подарок                      | Подарок                                   |
|                              |                              | Капли скачут по асфальту (Алькин рассказ) |
| Обида                        | Обида                        | Обида                                     |
| Плюшевый заяц                | Плюшевый заяц                | Плюшевый заяц                             |
| Путешествие к Белому Гиганту | Путешествие к Белому Гиганту | Путешествие к Белому Гиганту              |
|                              |                              | Соринка                                   |
| Город Весенних Птиц          | Город Весенних Птиц          | Город Весенних Птиц                       |
|                              | Большое полосатое чудовище   | Большое полосатое чудовище                |
| Ночные поезда                | Ночные поезда                | Ночные поезда                             |

## Содержание
Небольшую повесть составляют короткие рассказы-главки, в них действуют одни и те же герои, главный из которых — мальчик по имени Алька, а также его старшая сестра Марина, Васька Лапа и другие. Алька — семилетний «неисправимый мечтатель» , который путешествует к Белому Гиганту или в Город Весенних Птиц. Алька наделен любопытством и решительностью и «влюблен в окружающий мир».
В первом рассказе «Зелёная Грива» Алька воображает, что у него есть волшебный конь по имени Зелёная Грива, которым является береза, нагнувшаяся над глубоким оврагом. Сидя на кривой берёзе, Алька представляет, что он оседлал сказочного белого коня в черных яблоках с зеленой гривой; мальчик видит себя то богатырем, то волшебником, и Зелёная грива несёт его в даль. Кучевые облака на горизонте кажутся ему горами дальних стран, а при безоблачном синем небе (берёза растет на северном склоне, поэтому там никогда нет сильного солнца) мальчик воображает, что конь принес его к берегу океана. Мелкая речушка со дна оврага становится могучей рекой в африканских джунглях, в которых может показаться и лев. Стажёр-топограф Касюков пользуется алькиной наивностью и привязанностью к берёзе и заставляет его тащить через овраг тяжёлую рейку; по словам Касюкова, если Алька это сделает, он спасёт дерево, так как мостик проведут в другом месте.
В рассказе «Алька ищет друга» Алька в детском лагере знакомится с «ершистым, добрым, самостоятельным» четвероклассником Васькой Лапниковым (Лапой); воспитатели и вожатые подозревают, что Васька разбил стекло на кузне, потому что он ходил с рогаткой; Алька догадывается, что виновен «толстощёкий» Витька Лобов, и на пионерской линейке берёт вину на себя. В рассказе «Подарок» Алька, чтобы подарить Ваське «частичку лесного, болотного царства», в походе наполняет флягу водой из болота, не давая Марине утолить жажду, и в результате даже ссорится с сестрой. В рассказе «Капли скачут по асфальту» из деревянного грибка с детской площадки дети делают кораблик, на котором плывут по огромной луже.
В рассказе «Плюшевый заяц» хулиган Витька Капустин вынуждает маленького Альку пойти на «предательство». Он заставляет малыша пинать ногами ради развлечения плюшевого зайца «с грустной мордой» — старую алькину игрушку, «доброго друга», с которым мальчик часто делился своим горем в минуты несчастья. Витька способен, «противно ухмыляясь», выставить Альку перед остальными в таком свете, что его засмеют, а опровергнуть враньё будет невозможно. В рассказе «Путешествие к Белому Гиганту» четверо ребят надевают костюмы космонавтов и вместе с девочкой «снежинкой» со стола кабинета физики совершают «полёт» в далекий космос к звезде Белый Гигант. В рассказе «Город Весенних Птиц» Алька, навещая больного Шурку, узнаёт, что тот нарисовал «проект» города для птиц. Не говоря ничего болеющему «архитектору», дети создают среди сосен птичий город с разноцветными скворечниками — теремками и избушками. В рассказе «Большое полосатое чудовище» маленькому Юрчику в темноте матрац кажется чудовищем, которое шевелится в траве.

## Критика
Писатель Н. Никонов (газета «Уральский рабочий») отметил «мир раннего детства», который виден в первом же рассказе, а борьба Альки за жизнь берёзы показана «трогательно и просто». Никонов отметил талант Крапивина и посчитал, что повесть хорошо написана, он похвалил «точность, скупость и образность» языка. С точки зрения критика, герои выглядят жизненно: Алька, Васька Лапа («лохматый» и «солидный»), старшая сестра главного героя Марина и другие. Альку критик характеризовал как «живого, смелого, любопытного, великодушного, упрямого». В «Плюшевом зайце», по мнению Никонова, просто и кратко, но удачно показаны тихий Алька и проныра Витька. В «Путешествии к Белому Гиганту» критик увидел изображение наивности детской романтики.
Критик Н. Плотников (журнал «На смену!») полагал, что привлекательность повести заключается в жизненной правде, реальности обстоятельств и характеров, простоте и правдивости, хотя в книге отсутствуют увлекательный сюжет и острые конфликты. Критик отметил лиризм рассказов, их удачную композицию и лаконичность (чуть менее удачными в этом смысле являлись «Подарок» и «Ночные поезда», что критик связывал с увлеченностью автора своей задумкой), а также точность и образность языка. Плотников считал «Зелёную Гриву» рассказом-камертоном, в котором наивность детской мечты и реальный мир тесно связаны. Критик полагал, что в таких рассказах как «Подарок», «Город Весенних Птиц» и «Плюшевый заяц» герои проходят проверку на отношение к жизни: к людям, к «окружающему миру растений, животных, игрушек»; в рассказе «Алька ищет друга» герои ищут «незамысловатую правду».
Сотрудник Дома детской книги (Москва) Н. Павлова полагала, что образ «искреннего, доброго и доверчивого» Альки получился «правдивым и трогательным». Герой обладает «тонким поэтическим» мировосприятием и способен одухотворять окружающий мир. По её мнению, глубокое понимание молодым писателем психологии героя, раскрытие его внутреннего мира связано с «памятью детства». Критик отметила, что местами автор, возможно, упрощает Альке преодоление препятствий и позволяет ему добиваться желаемого без затруднений: в результате «книга начинает казаться не доброй, а добренькой». Писатель В. Баныкин («Литературная Россия») характеризовал повесть как «на удивление светлую, солнечную», вызывающую «радостную улыбку»; критик рекомендовал произведение как детям, так и взрослым. По мнению Баныкина, молодому автору удалось проницательно показать яркий мир «шустрого босоногого» Альки — это восхитительный мир «поразительных открытий и приключений».
Литературный критик И. Мотяшов, отмечая романтизм писателя (направленный против «духовного убожества», безразличия и «животной тупости» мещан), писал, что Алька видит намного больше вещей, чем обыватели, будь то волшебный конь вместо берёзы, «маленькое ватное сердце» плюшевого зайца, Город Весенних Птиц или Синие огни (на больших стройках), до которых можно доехать ночью на загадочных поездах. Согласно Мотяшову, красота и сказочность мира, показанные Крапивиным, способствуют романтическому взгляду на мир; это мировидение, с одной стороны, характеризуется чистотой и непосредственностью, а с другой стороны, является основой для творчества. Этот романтизм, по мнению Мотяшова, уже включает в себя воспитание гуманности, ценности дружбы, товарищества и преданности. Как полагал Мотяшов, даже тем, кто нуждается в воспитании (ябеда Витька Лобов или стажёр-топограф Касюков), требуется прививать «острую творческую силу восприятия», благодаря которой можно и понимать другого, и видеть «живую плоть» в берёзе или игрушке. Критик посчитал недостатком повести слишком длинную экспозицию, которая исключительно важна и которую в данном случае нелегко одолеть детскому читателю. Мотяшов счёл, что при внимании автора к напряжённому «внутреннему» действию, при наличии глубокого смысла, некоторым главам повести (как и повести «Звёзды под дождём») недостаёт важного для детской книги «внешнего» действия.
Критик Л. Белая отметила дружбу между семилетним Алькой и 11-летним Лапой, хотя увидела в некоторых главах повести оттенок «сентиментальности…подражательности». Литературный критик А. Петухова посчитала образ маленького Альки удачным, «настоящим»: он оказывается в серьёзных ситуациях, знакомится с друзьями и встречает врагов, проходит через испытание верности другу, воспитывает в себе чувство «ответственности за коллектив» и «чувство сострадания» (по отношению к маленькому Юрчику). Пара героев Алька — Лапа, по мнению критика, является устойчивой в произведениях Крапивина парой малыш — подросток (семи—восьмилетние и одиннадцати—двенадцатилетние).
В предисловии от редакции к изданию 2022 года отмечалось, что за прошедшие годы (более полувека) с момента написания повести мир сильно изменился: больше нет пионерских линеек в лагере, а на детских площадках нет деревянных грибков; у современных сверстников Альки нет времени играть на детской площадке, они ходят в секции, кружки, смотрят телевизор и «сидят» в интернете. В то же время, по мнению редакции, детям недостаточно получать полезную информацию: «человеку нужен ДРУГ». Жизнь Альки насыщена «увлекательными событиями и приключениями», у него множество друзей, и в конце концов его мечта о старшем брате исполняется.
На 2009 год повесть включалась в список рекомендованных произведений для внеклассного чтения в 6 классе (учебное пособие издательства «Просвещение»).

## Издания
- Крапивин В. Брат, которому семь. — Свердловск : Средне-Уральское кн. изд-во, 1963. — 90 с. — Худ. Г. Перебатов. — 15 000 экз.
- Крапивин В. Брат, которому семь. — М. : Детская литература, 1966. — 176 с. — Худ. В. Трубкович. — 100 000 экз.
- Крапивин В. Брат, которому семь // Бегство рогатых викингов. — Пермь : Пермское книжное издательство, 1975. — С. 143—260. — Худ. О. Коровин. — 100 000 экз.
- Крапивин В. Брат, которому семь // Бегство рогатых викингов. — Пермь : Пермское книжное издательство, 1977. — С. 143—260. — Худ. О. Коровин. — 150 000 экз.
- Крапивин В. Брат, которому семь // Собрание сочинений. Книга 25. Белый щенок ищет хозяина. — М. : Центрполиграф, 2001. — С. 91—206. — (Владислав Крапивин. Собрание сочинение в 30 томах). — Илл. В. Крапивина. — 10 000 экз. — ISBN 5-227-01332-2.
- Крапивин В. Брат, которому семь // Синий краб. — М. : Эксмо, 2006. — С. 409—486. — (Владислав Крапивин). — 5000 + 3000 экз. — ISBN 5-699-18651-8.
- Крапивин В. Брат, которому семь // Джонни Воробьев и все-все-все. — М. : РОСМЭН, 2019. — С. 39—136. — (Все истории). — Илл. В. Канивца, Е. Медведева и Е. Стерлиговой. — ISBN 978-5-353-09105-9.
- Крапивин В. Брат, которому семь. — М. : Издательский Дом Мещерякова, 2019. — 112 с. — (БИСС. Крапивин). — Худ. Ю. Хотян. — 1500 экз. — ISBN 978-5-00108-517-1.
- Крапивин В. Брат, которому семь: повесть в рассказах. — М. : Детская литература, 2022. — 173 с. — (Школьная библиотека). — Худ. Н. Курбанова. — 5000 экз. — ISBN 978-5-08-0046960-4.

### Зарубежные издания
- Krapiwin W. Brat co ma siedem lat :  [польск.]. — Warszawa : Nasza Księgarnia, 1968. — 160 с. — Tłum. z ros. J. Pański. Ilustr. M. Majewski. — 20 277 экз.